# Aero-Trasporti-Italiani-Flug 460
Aero-Trasporti-Italiani-Flug 460 war ein internationaler Linienflug der italienischen Fluggesellschaft Aero Trasporti Italiani, auf dem am 15. Oktober 1987 eine ATR-42-312 am Conca di Crezzo in Norditalien abstürzte.

## Flugzeug
Das Flugzeug war eine ATR 42-300 mit dem Luftfahrzeugkennzeichen I-ATRH und der Werknummer 46. Es wurde im Jahr 1987 gebaut und war mit zwei Pratt & Whitney Canada PW120 Triebwerken ausgestattet.

## Verlauf
Etwa 15 Minuten nach dem Start war die Maschine bis auf eine Höhe von 14.700 Fuß gestiegen, als sie begann, unkontrolliert in beide Richtungen zu rollen. Beim Versuch, die ATR 42 abzufangen, wurde das Flugzeug vertrimmt, sodass die Maschine in einen unkontrollierten Sinkflug geriet.
Die Maschine schlug schließlich mit der Nase nach unten in einen 700 Meter hohen Berg ein, wobei alle 37 Personen an Bord starben.

## Vergleichbare Ereignisse
- American-Eagle-Flug 4184 am 31. Oktober 1994 mit einer ATR 72-200.
- Comair-Flug 3272 am 9. Januar 1997 mit einer Embraer EMB 120.
- TransAsia-Airways-Flug 791 am 21. Dezember 2002 mit einer ATR 72-200.
- Aerocaribbean-Flug 883 am 4. November 2010 mit einer ATR 72-200.